# Adelsfanan i Bremen-Verden
Adelsfanan i Bremen-Verden var ett kavalleriförband i den svenska armén 1645-

## Historia
Det är oklart om fanan var sammandragen under stora nordiska kriget.

## Förbandschefer
- 1705: G. von Scholtz